# Айрес, Энн Джин
Энн Джин А́йрес (англ. Anna Jean Ayres, 18 января 1920 — 16 декабря 1988) — эрготерапевт, известная разработкой теории сенсорной интеграции.
Джин родилась в Висейлии в семье школьных учителей. По мере взросления она испытывала ряд симптомов, похожих на те дисфункции, которые она позднее описывала в своих работах. Получила степень бакалавра в области эрготерапии в 1945 году, окончила магистратуру в 1954 году, защитила диссертацию по педагогической психологии в 1961 году, всё в рамках Университета Южной Калифорнии.
Айрес является автором двух книг и более тридцати статей. В рамках разработки теории сенсорной интеграции стандартизировала тесты по диагностике связанных дисфункций. С 1976 года вела практику, в рамках которой оказывала помощь детям с различными сенсорными нарушениями, в том числе дислексикам и аутистам.